# Manganese(II) ftalocianina
La manganese(II) ftalocianina è un macrociclo.